# Trzęsienie ziemi w Syczuanie (2008)
Trzęsienie ziemi o sile 8 stopni w skali Richtera miało miejsce w chińskiej prowincji Syczuan 12 maja 2008 o godzinie 14:28 czasu lokalnego (07:28:04 CET) i trwało 2 minuty i 34 sekundy. Epicentrum znajdowało się 90 km na północny zachód od stolicy prowincji Chengdu, w powiecie Wenchuan (chiń. 汶川县; pinyin Wènchuān Xiàn) należącym do prefektury Ngawa. Wstrząsy były odczuwalne w odległym Pekinie i Szanghaju, gdzie zakołysały biurowce, Pakistanie, Tajlandii, Birmie oraz wietnamskiej stolicy Hanoi.
Było to najtragiczniejsze trzęsienie ziemi w Chinach od czasu trzęsienia ziemi w Tangshan w 1976 roku, którego wstrząsy o sile 8,2 w skali Richtera, a także wstrząsy wtórne o sile 7,1 stopni zabiły 240 tys. ludzi.

## Szczegóły

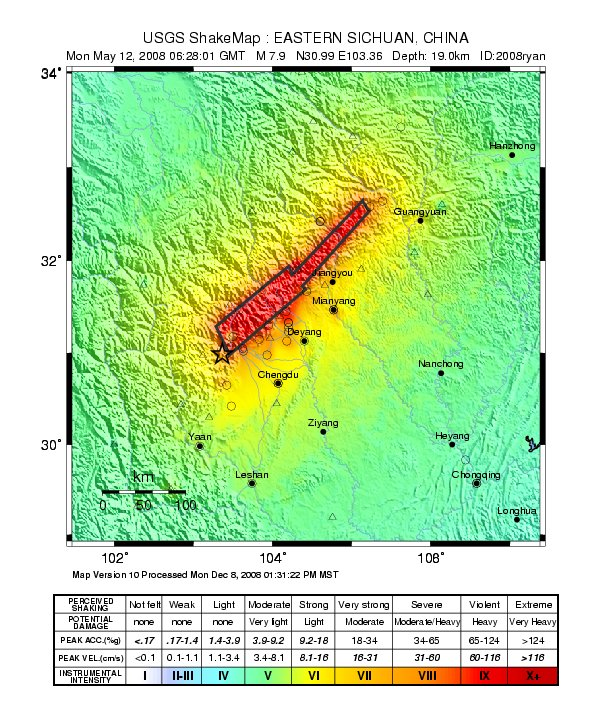
mapa epicentrum

Epicentrum (31°05′02″N 103°16′01″E/31,083889 103,266944) znajdowało się w Wenchuan w prefekturze Ngawa prowincji Syczuan. Główne wstrząsy miały miejsce o godzinie 14:28 czasu lokalnego (06:28:04 GMT) na głębokości 10 km. Wstępne raporty wskazywały na siłę od 7,6 do 8 stopni w Richtera. Powyżej 12 silnych wstrząsów wtórnych o sile od 4 do 6 stopni zostało zarejestrowanych w 6 godzin po głównym wstrząsie. Pracownicy biur w Chengdu mówili o wstrząsach trwających około 2 albo 3 minut podczas których wielu ludzi wybiegało na zewnątrz budynków.

## Zniszczenia
Według oficjalnych raportów 69 181 osób zmarło, 374 181 osób zostało rannych a 18 498 było zaginionych. W Chongqing zginęło 5 uczniów, 20 zostało pogrzebanych, a więcej niż 100 zostało rannych w wyniku zawalenia się szkoły podstawowej. Agencja informacyjna Xinhua podała, że potwierdzono śmierć ponad 50 uczniów, a setki były pogrzebane po zawaleniu się liceum Juyuan w Dujiangyan, mieście najbliższym epicentrum.
Wszystkie drogi w Wenchuan zostały zniszczone lub zasypane, co spowodowało niemożliwość natychmiastowego dotarcia ekip ratowniczych na miejsce zdarzenia. W dzień po tragedii, główny sekretarz w Wenchuan powiedział w krótkiej rozmowie przez telefon satelitarny, że w mieście jest 30 tys. osób, które zebrały się oczekując na pomoc, ale drogi i komunikacja prowadzące do dwóch najbardziej dotkniętych rejonów przez kataklizm, Xuankou i Wolong, były całkowicie odcięte.
Ponad 2300 stacji bazowych chińskiego operatora China Mobile zostało wyłączonych, podczas gdy sieć Unicom w rejonie została całkowicie zniszczona.
80% budynków w Beichuan w prefekturze Mianyang zawaliło się. Około 900 uczniów znalazło się pod gruzami szkoły.
W mieście Shifang zawalenie się dwóch fabryk chemicznych doprowadziło do wycieku 80 ton płynnego amoniaku, a setki osób zostało pogrzebanych pod zawalonymi konstrukcjami.
18 maja 2008 rząd Chin ogłosił trzydniową żałobę narodową.
W wyniku trzęsienia ziemi powstało wiele jezior osuwiskowych, z których największym jest Jezioro Tangjiashan na rzece Jia. Wzbierające wody tego zbiornika groziły zatopieniem okolicznych miejscowości. Władze ewakuowały setki tysięcy ludzi z zagrożonego obszaru.

## Reakcje międzynarodowe
- Szef Komitetu Olimpijskiego, Jacques Rogge, wysłał kondolencje. Powiedział w nich do przewodniczącego ChRL Hu Jintao, „Ruch olimpijski jest po waszej stronie, zwłaszcza podczas tych trudnych chwil. Nasze myśli są z wami.” Komitet dodał, że zdecydował przekazać Chinom 1 milion dolarów.
- Australia: Minister spraw zagranicznych Stephen Smith wyraził kondolencje i zaoferował pomoc ekip poszukiwawczych i ratunkowych.
- Kanada: Kanadyjski minister spraw zagranicznych Maxime Bernier powiedział, „Jesteśmy wielce zasmuceni z powodu tysięcy osób które straciły życie i setek dzieci które znalazły się pod gruzami szkół”
- Unia Europejska: Unia Europejska zaoferowała wsparcie Chin po trzęsieniu ziemi i monitorowała dalszą sytuację.
- Francja: Prezydent Nicolas Sarkozy powiedział w liście do przewodniczącego ChRL Hu Jintao „Chciałbym żebyście wiedzieli, że jestem głęboko poruszony i zapewnić was o pomocy Francuskiej dla Chińskiej ludności w tych trudnym momencie.”
- Niemcy: Kanclerz Niemiec, Angela Merkel, zaoferowała pomoc, tak szybko, jak szybko jest w stanie zapewnić niemiecki rząd.
- Rosja: Rosyjski prezydent Dmitrij Miedwiediew wysłał wiadomość mówiącą, że Rosja jest w razie potrzeby gotowa do pomocy.
- USA: Prezydent George W. Bush wysłał kondolencje do Chin, i oświadczył, że „Myśli i modlitwy Amerykanów są z mieszkańcami Chin. Stany Zjednoczone oświadczyły gotowość do pomocy w każdy sposób.” Sekretarz prasowy Białego Domu Dana Perino powiedziała, że Chiny poprosiły o pomoc więc „To co możemy zrobić jako kraj to ofiarować naszą pomoc, oraz nasze myśli i modlitwy”